# University of Brighton

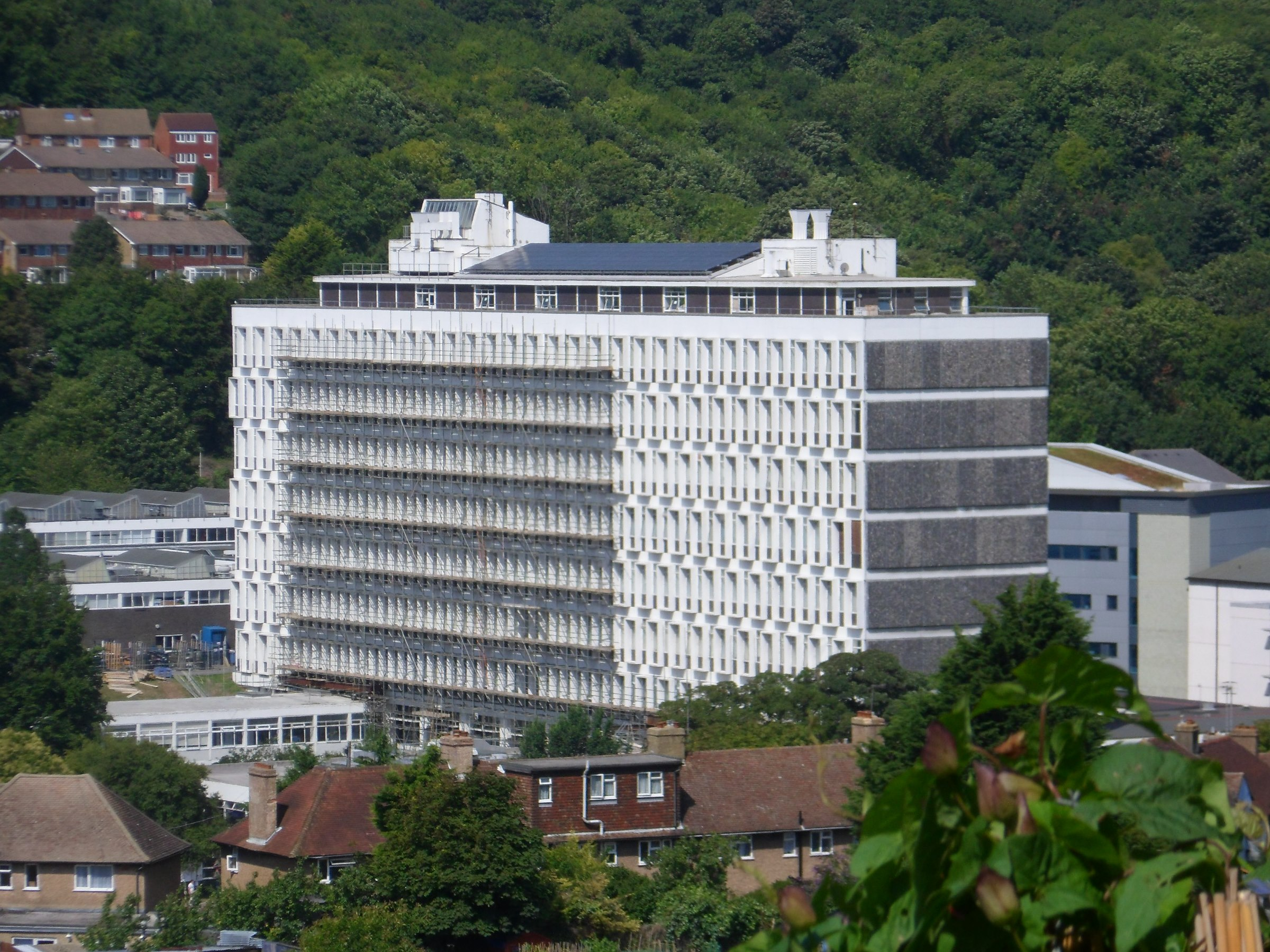
Cockcroft Building

University of Brighton är ett universitet i Brighton & Hove i England.
Universitetet hette Brighton Polytechnic tills 1992 då det byggdes om. Universitetet är beläget på tre platser i Brighton - vid Grand Parade (mitt emot Royal Pavilion), i Moulsecoomb och i Falmer (mitt emot University of Sussex) - samt ett par mindre platser i Eastbourne.

## Historia
Universitetet grundades som Brighton Polytechnic 1968 då Brighton College of Technology och Brighton College of Art slogs ihop. Innan sammanslagningen kunde externa examen från University of London erläggas. Som högskola för polyteknisk utbildning var det möjligt att ge examen under övervakning av Council for National Academic Awards (en paraplyorganisation som under 1970- och 1980-talen övervakade kvaliteten av examen i England). 1992 beviljades skolan universitetsstatus och fick då rätt att erbjuda studenter egna examina.
Brighton College of Technology låg i Moulsecoomb, Brighton. Från början erbjöds examen i elektroteknik, maskinteknik, väg- och vattenbyggnad, apotekare, data och kemi. 1970 hade skolan ca 1 200 studenter. En stor del av studenterna var utländska, främst från länder i Brittiska samväldet.
Brighton College of Art låg vid Grand Parade där den nuvarande Konstnärliga fakulteten (de fria konsterna och arkitektur) finns.